# Route nationale 706
Die Route nationale 706, kurz N 706 oder RN 706, war eine französische Nationalstraße, die von 1933 bis 1973 eine zwischen Montignac-Lascaux und Campagne verlief. Ihre Länge betrug 32 Kilometer.